# 符合教規的食物 (伊斯蘭教)

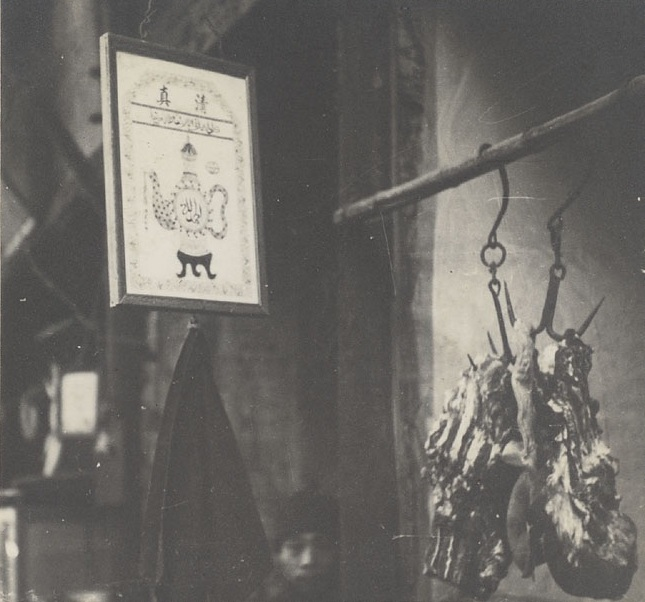
約1934-1935年在中華民國湖北省漢口的回民族買肉店，店牌有「清真」兩字，代表伊斯蘭教符合教規食物的意思（“清真菜”）。

伊斯蘭教的符合教規的食物（阿拉伯语：حلال，Halaal，halāl，halal），有時也稱為清真食品，在非穆斯林國家清真一般指的是符合伊斯蘭教規條可食用的食物；在穆斯林佔多數的國家，對「清真」的理解不僅指可食之物，而是一套生活方式，言語、行為、衣著皆受約束。與符合猶太教教規的食物有一些相似的地方，但也有區別，例如駱駝可食、肉奶可混合等。

## 不可食之物

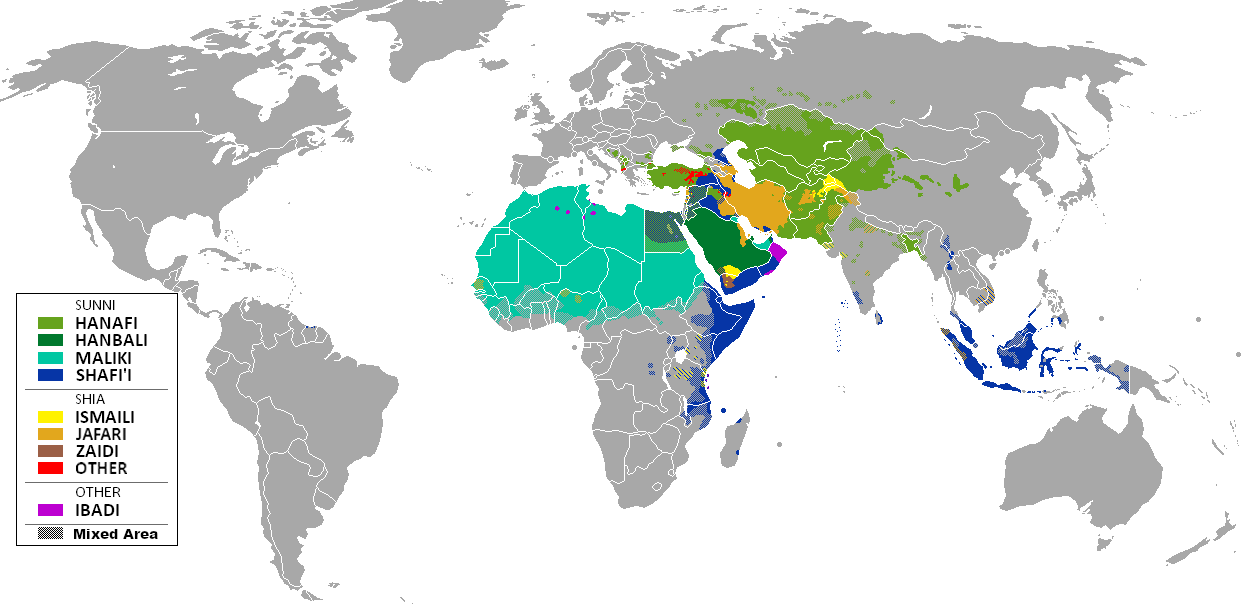
伊斯兰教法学派分布
遜尼派：
· 哈乃斐派：土耳其、埃及、波斯尼亞和巴爾幹半島其他地區、黎凡特、中亞、巴基斯坦和孟加拉國，以及俄羅斯、中國和印度的部分地區
· 罕百里派：沙特阿拉伯、卡塔爾和阿聯酋部分地區
· 沙斐儀派：東非、埃及東部、也門、庫爾德斯坦、黎凡特部分地區、馬爾代夫、斯里蘭卡、印度西海岸及東南亞
· 馬立克派：科威特、馬格里布國家、蘇丹、乍得和西非
什葉派：
伊朗、伊拉克、阿塞拜疆

與清真相對的稱為「不潔的」（英語：Haraam，harām）。與符合猶太教教規的食物不同，不僅豬肉（所有肉类都必须是由穆斯林或有經者以阿拉之名屠宰的草食性动物，除了是亲自猎杀、以鷹犬等獵殺或捕杀享用）、血（古蘭經第 5 章宴席章第 3 節有提及穆斯林不可食用動物血液及其副產品。）、未經合法屠宰的牲畜、腐屍、食肉鳥獸外，酒以及一切毒品亦屬禁止之列。魚不可以擊打或橫斷的方式處理，否則亦屬不潔。各教法學派亦在界定部分動物物種是否合法食物時存有分歧，例如魚類、蝦蟹及貝類海產、馬肉等。

### 魚類及海產
在遜尼派中，沙斐儀、罕百里和馬立克派允許食用各種魚類、蝦、蟹及貝類海產。然而遜尼派中信眾最多的哈乃斐派則只允許食用魚類，包括鰻魚、黃花魚和盲鰻，其他非魚類海產均不可食用。
什葉派則只允許食用有鰭並且有鱗片的魚類和蝦，其他海產則一律禁止食用。另外，什葉派亦禁止食用鰻魚。

### 馬、驢和騾
在遜尼派中，馬肉是被允許食用的。馬肉在中亞穆斯林中特別受歡迎，部分原因是他們的游牧傳統。
然而，什葉派聖訓則禁止以馬為食。
在遜尼派和什葉派聖訓中，驢肉和騾肉是被禁止食用的。

## 宰殺與烹調

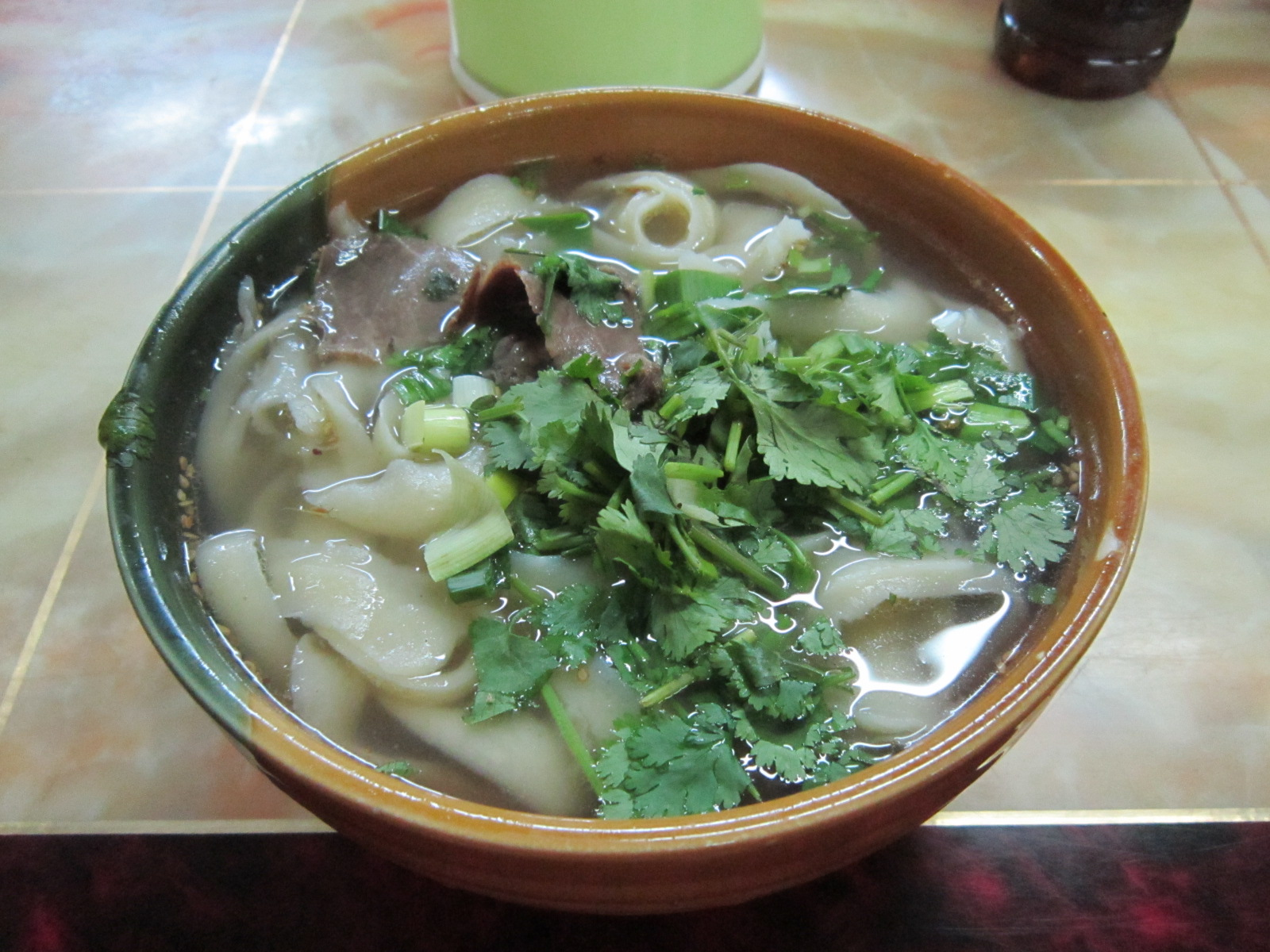
清真牛肉拉麵

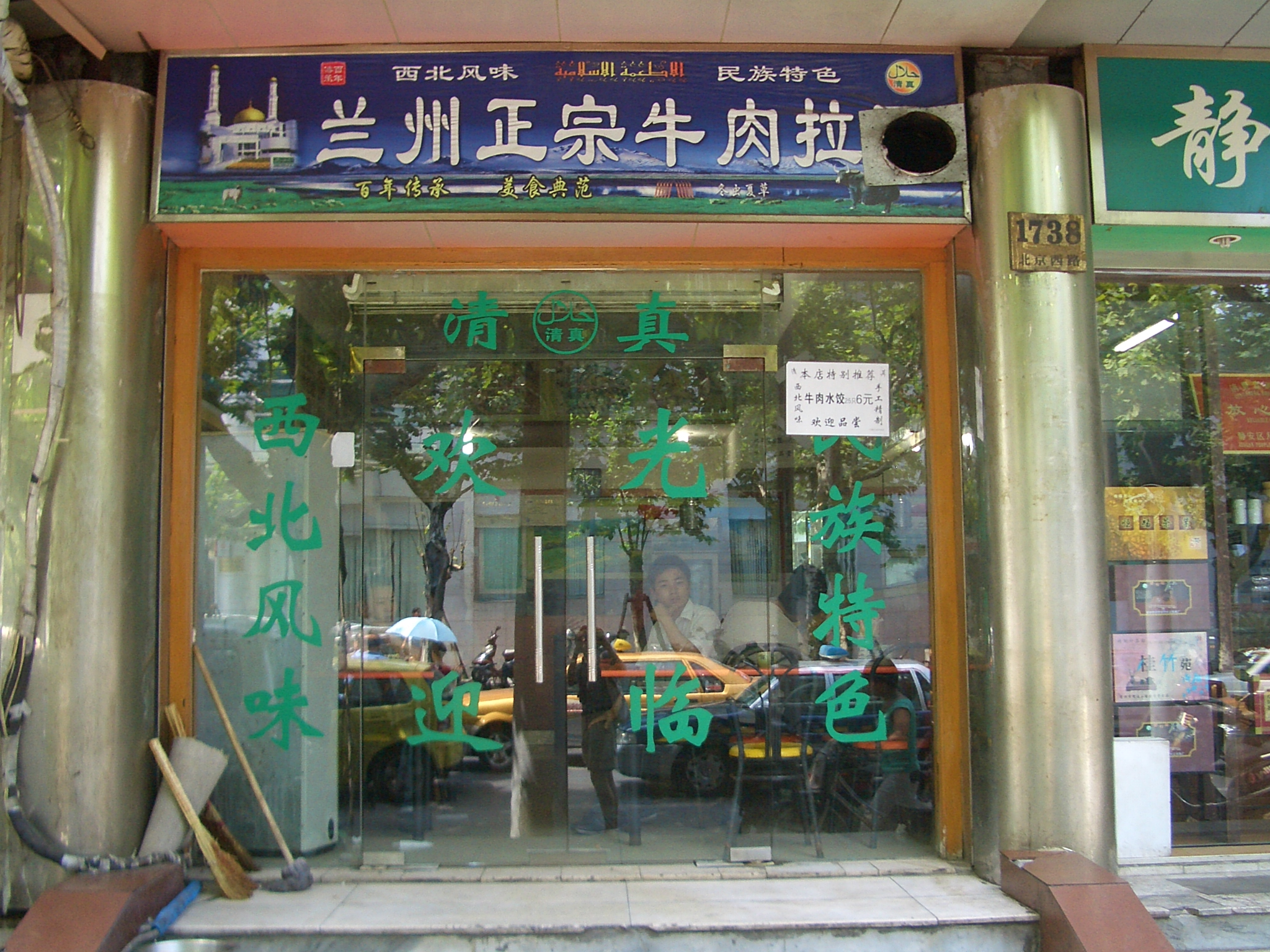
位於上海市的一家清真拉麵餐廳

### 宰殺
- 穆斯林宰殺有四腳的牲畜須奉阿拉之名宰殺，以割斷喉管方式為之，然後放血。
- 具體而言，首先檢查動物的眼睛確保其適合食用，供水飲用以解其渴，然後使之面向麥加。
- 牲畜應以溫和方式帶至宰殺處，確認下刀位置之後才可拿出屠刀，屠刀必須為非鋸齒、銳利快刀。
- 穆斯林屠宰師面向麥加，下刀前念誦清真言，盡量一刀切斷三管：

1. 牲畜喉頭至頸部的食道、氣管及兩條動、靜脈血管，減少牲畜驚嚇和痛苦。
2. 下刀不可破壞動物的脊椎神經系統，以免肉品在放血完成前死亡。
3. 下刀後，肉品必須維持心跳等待放血，血液禁止食用，放血需盡可能的排放直到無血可放。

- 阿訇需為每一隻放血中的肉品誦經。
- 卡菲勒宰殺的肉品非清真食品。
- 未放血即死亡的肉品非清真食品（老死、病死）。
- 同上，咬死、毒死、砸打死、勒死、摔死、爭鬥死、撞死的牲畜為禁食品。
- 聖地麥加捕獲之獵物為禁食品（聖地不可捕獵、屠宰，類似印度人不撈恆河魚的概念）。

### 烹調
猶太教禁止肉乳相混乃至於食具餐盤分開的規定在伊斯蘭教未見採用，但清真的食材在製作時不應該拿料理非清真材料的廚具烹煮，也不要加入錯誤的調味料（油、酒等）。海鮮食材雖然不用先誦經處理，但必須清理後再食用，不可直接燒烤或是烹煮活的海鮮。

## 與非穆斯林的關係
穆斯林在非穆斯林世界生活面對三大難題：出售以伊斯蘭教教規處理食物的餐廳及商店極其稀少；豬肉的食用及酒的使用。事實上在無法取得時，因飢饉（但許多虔誠穆斯林寧願餓死也不願吃到不潔之物）或在需要假裝為非穆斯林的情形下，戒律可以放寬甚至忽略。不得飲酒的規定其實沒有那麼嚴格，土耳其等等突厥系世俗國家，政教分離下經常同外族接觸酒品，其中認為水果酒為自然發生的副產物，加上不要喝醉就沒有問題，在工作需要下是可以喝的，一些穆斯林國家也賣酒給外人。《可蘭經》裡關於酒精的記述沒有明確禁止，但說得是「對於世人都有許多利益，而其罪過比利益還大。」(2∶219)，因此醫療正當使用仍是允許的，並要求禮拜的時候不要喝酒(4∶43)，並以勸戒為主(5∶90-91)。
古蘭經第五章第五節提到，如果沒有清真食物在先，有經者的食物也合法。由此引申，如果沒有清真食物供應，一部份的符合猶太教教規的食物亦可食用，除非對方故意提供酒等非法物，但實際上此種行為不被鼓勵（例如穆斯林仍然不喜吃其它教徒準備的食物，是因為猶太教徒的食物一沒經充分頌經，二是基督徒主餐與不潔食物如豬肉、肉食動物之肉類混雜，所以不適合吃），而接受非有經者提供非法物外的合法食物，如五穀蔬果魚奶等亦應減少。

## 認證制度
有些國家由於存在一定數目的穆斯林，因此推行食品、藥品及餐飲業認證制度供其辨認之，例如台灣仿照馬來西亞，推行「清真食品認證」、「清真餐廳認證」，除了可滿足穆斯林的飲食需求，亦為相關的廠商拓展市場。

## 爭議
西北民族大学曾有學者要求政府立法規管清真食品，建議冒充清真食物者，如案情嚴重可處死刑，反對者認為這是要求世俗政府維護教法。中国大陆网民则以“这很清真”、“这不清真”等流行语作讽刺。寧夏曾計劃向全国人大提出「清真食品管理法」議案，後來為嚴防「境外勢力」使寧夏、新疆等地「阿拉伯化」而擱置。
歐盟法律規定動物被屠宰前需要被擊昏，不過以宗教需要為理由可獲豁免，丹麥於2014年取消以宗教為理由的豁免，認為動物權益高於宗教，瑞士、瑞典、挪威和冰島也相繼取消豁免。

## 符合教規肉類的優點
研究聲稱，在不給動物恐慌時間的情況下快速切斷氣管、頸靜脈和頸動脈的方法確實對肉的品質有影響。當動物面臨創傷或壓力時，它們體內的糖原會轉化為乳酸這會影響肉的 pH 值，較低的 pH 值會使肉色變較淺，較高的 pH 值則會使肉色變深。這會使肉變得更硬，也難以咀嚼。以清真方法屠宰會對動物造成較少創傷。 1980 年一項關於應激對牲畜和肉質的影響的研究中，發現由於擊暈動物及為其放血之間的壓力，屠宰時採用擊暈方式會動物產生更多的焦慮。清真屠宰方法不會遇到這種情況，因為刀的揮動與血液供應的喪失直接相關。
此外，在屠宰後排出所有血液會產生更柔軟的肉。留在肉裡面的血液可能會凝結並導致肉更快腐敗並滋生微生物。

## 參看
- 符合教規的屠宰 (伊斯蘭教)（英语：Qurban (Islamic ritual sacrifice)）
- 清真菜
- 符合猶太教教規的食物
- 素食
- 飛機餐

## 外部連結
- 台灣清真食品 （页面存档备份，存于）